# Puliciphora penangensis
Puliciphora penangensis är en tvåvingeart som beskrevs av Ronald Henry Lambert Disney 1988. Puliciphora penangensis ingår i släktet Puliciphora och familjen puckelflugor. Inga underarter finns listade i Catalogue of Life.